# Цеберс, Андрей Освальдович
Андрей Освальдович Цебер (Цеберс) (латыш. Andrejs Cēbers; род. 15 декабря 1947, Рига) — советский и латвийский физик в области магнитной гидродинамики, доктор физико-математических наук, профессор, действительный член Латвийской академии наук (1993).
Родился 15 декабря 1947 года в Риге.
Окончил физико-математический факультет Латвийского университета (1971).
Работал в Физическом институте АН Латвийской ССР: инженер, младший, затем старший научный сотрудник, с 1996 г. ведущий научный сотрудник.
Защитил кандидатскую (1977) и докторскую (1987) диссертации:
- Собственные вращения частиц в гидродинамике намагничивающихся и поляризующихся сред : диссертация … кандидата физико-математических наук : 01.02.05. — Рига, 1976. — 143 с. : ил.
- Магнитные взаимодействия и ориентационные явления в гидродинамике намагничивающихся жидкостей : диссертация … доктора физико-математических наук : 01.02.05. — Саласпилс, 1985. — 481 с. : ил.

С 1988 года профессор кафедры теоретической физики Латвийского университета, с 1999 года — заведующий кафедрой. Читал курсы «Гидродинамика», «Физическая кинетика», «Физика и гидродинамика магнитных жидкостей», «Нелинейные явления», «Методы граничных интегральных уравнений в задачах математической физики».
С 1989 г. главный редактор журнала «Магнитная гидродинамика».
Член-корреспондент (1992), академик (1993) Латвийской академии наук. Лауреат премии Эдгара Силиньша (2005).

## Сочинения
- E. Blūms, A. Cēbers and M. M. Maiorov. Magnetic Fluids. Berlin-New York: Walter de Gruyter, 1997—416 pp.
- Э. Я. Блум, М. М. Майоров, А. О. Цеберс. Магнитные жидкости . Рига: Наука, 1989 г. — 386 с.
- Магнитные жидкости / Э. Я. Блум, А. О. Цеберс. — М. : Знание, 1989. — 61,[3] с. : ил.; 21 см. — (Новое в жизни, науке, технике. Физика; 4/1989).; ISBN 5-07-000318-6